# Donaulied
Das Donaulied, nach dem Liedanfang oft auch Einst ging ich am Ufer der Donau (entlang), ist ein deutsches Lied, das je nach Textvariante als Volkslied zu charakterisieren ist. Das Lied handelt von einem Mann, der am Donauufer ein Mädchen vorfindet und es je nach Textversion im Schlaf vergewaltigt oder, nachdem es aufgewacht ist, einvernehmlichen Geschlechtsverkehr mit ihm praktiziert.

## Herkunft
Das Donaulied hat eine Vielzahl von Vorgängerversionen, deren Abhängigkeiten und Beziehungen untereinander nur mühsam nachzuvollziehen sind. Ein möglicher Vorläufer wird in der Arie Einst ging ein junger Rittersmann lustwandeln an des Flusses Strand gesehen, die aus dem in den 1790er Jahren uraufgeführten Singspiel Das Donauweibchen nach einer Wiener Volkssage stammt (Libretto: Karl Friedrich Hensler, Musik: Ferdinand Kauer). Eine Verbindung der Texttradition zum Donaulied ist grundsätzlich denkbar, aber nicht erwiesen. In Erk-Böhmes Deutschem Liederhort finden sich drei Texte mit dem Incipit „Einst ging ich am Ufer der Donau entlang“ bzw. „… umher“, doch sind alle drei Fassungen aus der Perspektive des Mädchens erzählt, das ihren Geliebten sucht, so dass diese Texte möglicherweise zu einem anderen Liedtypus gehören. Andere Fassungen des Liedes sind auch regional anders verortet, etwa Ich ging einst am Ufer des Rheins.
Das Lied findet sich unter anderem in den Aufzeichnungen der Volksliedforscher Johann Lewalter und Christian Nützel. Lewalter beschreibt das Lied unter dem Titel Einst ging ich am Ufer der Donau mit der Unterschrift „Dieses Lied habe ich nirgends aufgezeichnet vorgefunden“ und gibt als Herkunft das nordhessische Guntershausen an. Die Bibliographie des deutschen Volksliedes in Böhmen nennt den Ursprung des Liedes mit „vor 1828“.
Eine Fassung, in der das Mädchen von einem Floh gestochen wird, was metaphorisch für den Geschlechtsakt steht (siehe auch → Flohliteratur), ist aus der Zeit des Ersten Weltkriegs überliefert. Die heute meist gesungene Textfassung bezieht sich hingegen wieder explizit auf den mit einer Schlafenden vollzogenen Geschlechtsverkehr. Der Kulturwissenschaftler Michael Fischer vermutet die Entstehung dieser Fassung nach dem Zweiten Weltkrieg.

## Liedtext
Der Liedtext ist in verschiedenen Versionen tradiert.

### Version nach Johann Lewalter (Niederhessen 1894)
Einst ging ich am Ufer der Donau und fand

|: Ein schlafendes Mädchen in weißem Gewand. :|

Da stand ich ganz stille und rührte mich nicht

|: Und schaute ihr immer ins schöne Gesicht. :|

Da ward mir auf einmal mein Herzchen so schwer,

|: Da hört ich das Rauschen der Donau nicht mehr. :|

Und als nun das Mädchen vom Schlafe erwacht,

|: Da war ja das Opfer der Liebe vollbracht. :|

Daß du wirst mein Weibchen und ich werd dein Mann!

|: Und übrigens geht es die Leute nichts an. :|

Dass du bist mein Weibchen, des bin ich so froh,

|: Das verdanken wir beide ner<!-- sic! --> hüpfenden Floh. :|

### Version nach Tobias Krummschnabel und Adolph Heinrichs (Hamburg ca. 1870)
Einst ging ich am Ufer der Donau und fand

im Schatten der Weiden, nicht weit von dem Strand,

sanft schlummernd ein trauliches Mägdelein,

im kühlen Schatten ganz einsam allein,

Es wogte ihr Busen, der leicht nur bedeckt,

es schien, als wenn sie vom Traumgott geneckt,

den Blicken des Lauschers zeigte sich viel,

da mit dem Kleide der Wind trieb sein Spiel.

Ich wollt’ sie erwecken und wagte es nicht,

ich wollt’ sie verlassen, so sagt mir die Pflicht,

doch fest wie bezaubert, ganzstille ich stand,

der holde Anblick hat fest mich gebannt.

Ich wollt’ sie nicht stören, zu sanft war die Ruh,

da flötet die Nachtigall ein Liedchen dazu,

kaum war an ihr Ohr gekommen der Ton,

so war auch ihr Schlummer auf einmal entflohn.

Ich sah sie, sie sah mich mit schmachtendem Blick,

aus ihrem Aug’ las ich nur Freude und Glück,

bald saß ich an ihrer Seite erfreut

ich weiß nicht wo sie geblieben die Zeit.

Und was da nun am grünen Ufer geschehn,

das hat nur die lächelnde Sonne gesehn,

die lächelnde Sonne, sie plauderts nicht aus,

ich pflügte ihr Blumen und band einen Strauß.

Ich steckt ihr am Busen die Blümlein weiß roth,

sie nahm dann erröthend, was ich ihr jetzt bot,

ich gab ihr alsdann auch noch etwas mehr,

doch Leute, was war’s, darum fragt mich nicht sehr.

Der Abend, er senkte sich auf das Gefild,

der Mond, er schaute auf uns hier so mild,

wir müssen uns trennen, so lispelte sie

sie gab mir noch etwas, doch was sag ich nie.

Die Trennung war schwer und doch mußt es geschehn,

mir war es als sollt ich nicht wieder sie sehn

die selige Stunde, sie war, ach, dahin,

doch sie kommt mir nimmer aus meinem Sinn.

Am Ufer der Donau geh ich jeden Tag

betrachte die Stelle wo sie einst lag,

mein Glück ist entflohn, der Traum er war schön,

denn ich, ich hab sie nicht wieder gesehn.

Am Ufer der Donau verlor ich mein Glück,

da wand’re ich und irr’ ich mit Thränen im Blick,

denn die ich da fand, ist auf immer dahin,

auf sie nur allein da stehet mein Sinn.

Es blüht eine Rose am traulichen Strand,

es küssen die Wellen den goldgelben Rand,

es lispeln die Winde, die Nachtigall grüßt,

indeß mein Liebchen entschwunden schon ist.

O Jüngling, gehst du an der Donau umher,

so wahre dein Herze, denn bald hast du’s nicht mehr,

und triffs du ein Mädchen, so einsam allein,

guck’ ihr in die Augen so tief nicht hinein.

### Weitere Versionen
In Volksliedsammlungen von Alexander Treichel (Westpreußen 1895), Alfred Leonz Gassmann (Luzern 1906), Georg Heeger und Wilhelm Wüst (Rheinpfalz 1909) und Sigmund Grolimund (Aargau 1911) sind weitere Varianten zu finden. Um 1820 erschien das Lied unter dem Titel Donauweibchen.

## Entschärfte Textversionen ohne Vergewaltigung
Es existiert eine Vielzahl moderner Fassungen mit abgewandelten, teils explizit zotigen Texten und bis zu 24 Strophen. In neuerer Zeit erschien das Lied 1992 in der Liedersammlung Die Arschgeige. Liederliche Lieder von Erich Schmeckenbecher im Eichborn Verlag. In den meisten vor 2012 veröffentlichten Versionen findet jedoch Beischlaf mit einem „schlafenden Mädchen“ statt, was juristisch als eine Vergewaltigung (vgl. § 177 StGB) einzuordnen ist.
In der 2012 veröffentlichten Partyversion von Mickie Krause hat das Lied acht Strophen und ist dahingehend entschärft, dass das Mädchen aufwacht und den Mann auffordert herzukommen. Damit wurde die Vergewaltigung zu einvernehmlichem Geschlechtsverkehr umgedichtet.
Version mit Vergewaltigung: „Ich machte mich über die Schlafende her“

Entschärfte Version (Mickie Krause, 2012): „Da wachte sie auf und sie sagte ‚Komm her!‘“
Eine weitere entschärfte Version stammt von der Musik-Kabarettistin und Trägerin des bayerischen Dialektpreises Sara Brandhuber aus Zustorf bei Landshut. Sie fand, dass der Text so nicht mehr gesungen werden sollte; gleichzeitig wollte sie die Melodie des traditionellen Liedes erhalten. Sie versah das Donaulied mit einem neuen Text und machte aus dem Donaulied das Isarlied, auch um ihrer Heimat zu huldigen.

## Rezeption
Das Volkslied wird im süddeutschen Raum mindestens seit den 1970er Jahren auf Festen gesungen und findet sich seit mindestens 2013 in den gängigen Samplern und Notenbüchern der so genannten „Wiesn-Hits“, die in den Bierzelten des Münchner Oktoberfestes großen Anklang fanden und entsprechend oft und nicht nur auf dem Oktoberfest, sondern auch auf anderen Bierzeltveranstaltungen gespielt wurden.
Die Studentin Corinna Schütz startete am 16. Mai 2020 eine Onlinepetition, deren Ziel es war, mit 1.800 Unterschriften an den Passauer Oberbürgermeister Jürgen Dupper übergeben zu werden, um damit gegen die Aufführung des Liedes in „Passauer Bierzelten und Kneipen“ zu protestieren. Die Petition fand bundesweit ein großes Presseecho und hatte bei ihrer Beendigung 36.239 Unterstützer.
Die Autoren und Rechteinhaber der von Mickie Krause gesungenen entschärften Version (s. o.), Dirk Wöhrle und Klaus Hanslbauer, erklärten unterdessen, die Bedenken gegen die Vergewaltigungs-Version nachvollziehen zu können, und wehren sich dagegen, mit dieser in Verbindung gebracht zu werden. Medien hatten zuvor fälschlich berichtet, die Petition richte sich gegen die Mickie-Krause-Version.
Im Juni 2020 startete die Gegen-Petition Rettet das Donaulied, deren Initiatoren argumentieren, das Lied gehöre „einfach zur Bierzelt- und Kneipenstimmung“. In Kommentaren wurde den Initiatoren daraufhin vorgehalten, sich unzureichend mit dem Inhalt und der Geschichte des Liedes auseinandergesetzt zu haben. Die Gegenpetition hatte bei ihrer Beendigung 5.984 Unterstützer.